# Moteur de rendu 3D
Pour les articles homonymes, voir Moteur de rendu.
Ne doit pas être confondu avec Moteur 3D.

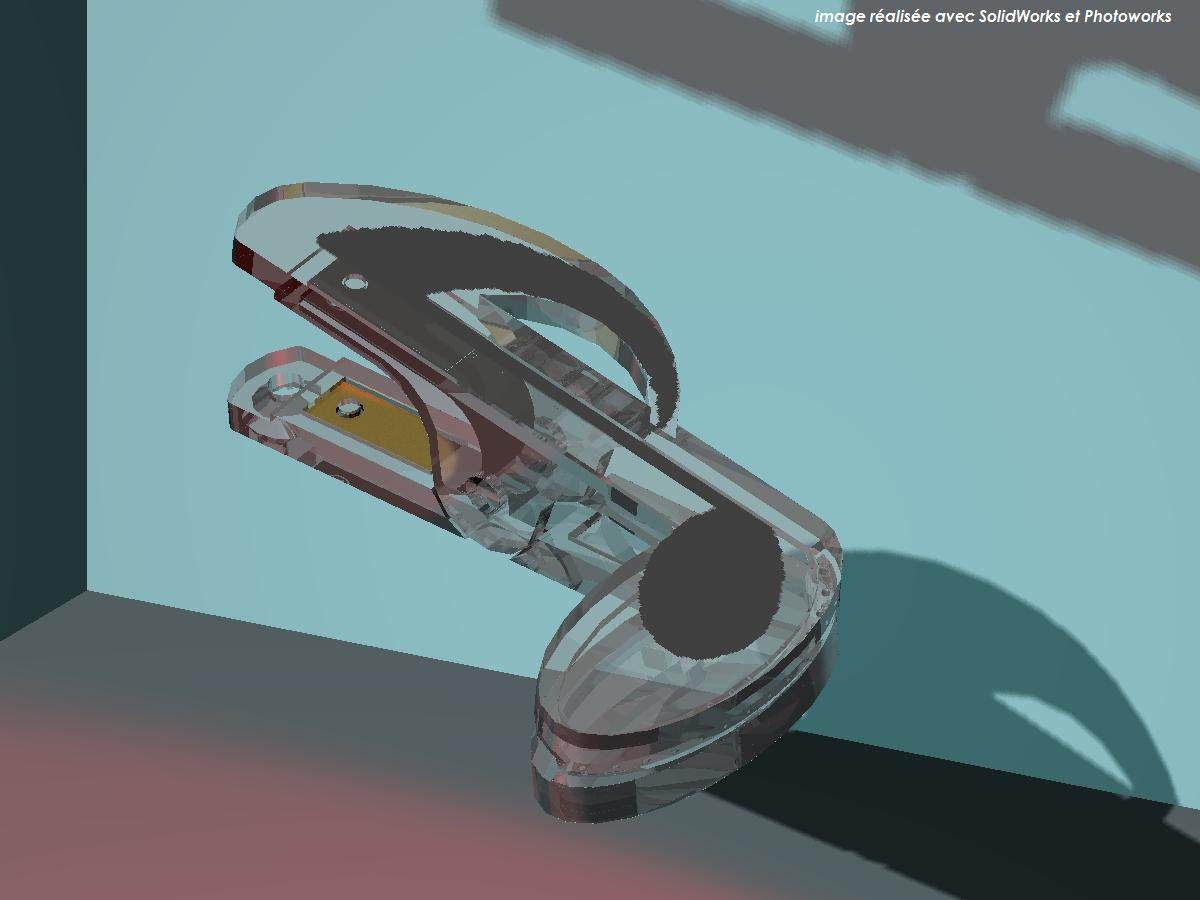
Exemple d'habillage d'un modèle 3D : matériau transparent, ombres projetées et image collée en surface.

Un moteur de rendu 3D peut être un logiciel classique ou des algorithmes (formant ce qui est appelé le pipeline graphique) intégrés dans des cartes graphiques spéciales (matériel) qui calculent une ou plusieurs images 3D en y restituant non seulement la projection 3D, les textures (apparence des surfaces des objets visualisés) mais surtout tous les effets d'éclairage (ombres, réflexions, etc.). C'est ce que l'on appelle le rendu. L'opération, assez complexe, dépend du type de moteur de rendu.
Le moteur de rendu 3D analyse les éléments d'une image numérisée (couleurs, intensité et type de la lumière, ombres et leurs combinaisons, etc.), image censée être vue par une « caméra » virtuelle dont les coordonnées x y z déterminent l'angle de vue et la position des objets.

## Types de moteurs de rendu
Deux types de moteurs existent : les moteurs logiciels (software) et les moteurs matériels (hardware).

### Logiciels
Les moteurs logiciels sont des programmes qui vont eux-mêmes calculer l'image, avec l'aide du processeur central (CPU) et de la mémoire vive (RAM).
Principaux moteurs de rendu logiciels
- Arnold
- Aqsis
- Arion Render
- Artlantis
- Atomontage[1]
- Blender (Eevee)
- Brazil r/s
- BusyRay
- Cycles
- Enscape
- FinalRender
- Fryrender
- Guerilla Render[2]
- Indigo
- Iray
- Kerkythea
- KeyShot
- Kray
- Lightscape
- LightWorks
- Lumiscaphe
- LuxRender
- Maxwell Render
- Mental Ray
- Mitsuba[3]
- Nova
- Octane[4]
- POV-Ray
- RenderMan
- Redsdk, Redway3d
- Sunflow
- Turtle
- V-Ray
- VIRTUALIGHT
- YafaRay, refonte du moteur Yafray

### Accélérés matériellement
Les moteurs matériels sont intégrés à des cartes graphiques haut de gamme.
Ces moteurs sont nettement plus rapides que les moteurs logiciels, étant donné qu'ici le processeur central (CPU) et la mémoire vive (RAM) ne font plus rien et laissent tout le travail au processeur graphique (GPU), dans lequel les calculs de rendu sont implantés. Ces cartes sont évidemment plus chères que les cartes graphiques grand public.
Principaux moteurs de rendu accélérés matériellement
- Gelato (Nvidia)
- P3D, anciennement Patchwork3D (Lumiscaphe)
- Iray (Mental Images)
- Octane Render (Refractive software)
- Arion Render (Random Control)

Cartes graphiques professionnelles utilisées pour le rendu matériel
- Gamme des FireGL 3D (ATI)
- Gamme des QuadroFX (Nvidia)
- Gamme des Tesla (Nvidia)